# La-Merchav
La-Merchav (hebrejsky: למרחב‎, doslova Do prostoru) byl hebrejský psaný deník vycházející v Izraeli v letech 1954–1971.
Byl založen roku 1954. Za vznikem deníku stála levicová politická strana Achdut ha-avoda. Bylo to v souladu s dobovým trendem v Izraeli, kdy každá politická formace provozovala svůj stranický list.  První číslo vyšlo 6. prosince 1954.
V roce 1957 zveřejnil list informaci o tajné cestě ministra Moše Dajana do Německa. Předseda vlády David Ben Gurion požadoval kvůli tomu rezignaci ministrů za Achdut ha-avoda, od nichž informace do novin unikla. V lednu 1963 otiskl la-Merchav klíčovou výzvu Jicchaka Ben Aharona k sjednocení levicových stran v Izraeli.
Po vzniku Strany práce v roce 1968 sloučením stran Mapaj, Achdut ha-avoda a Rafi došlo ke sloučení deníku la-Merchav s listem Davar napojeným na Mapaj. Poslední vydání vyšlo 31. května 1971. Davar od té doby vycházel pod názvem Davar – me'uchad im la-Merchav (doslova „Davar – sjednocený s la-Merchav“).